# Mullvadsoperan

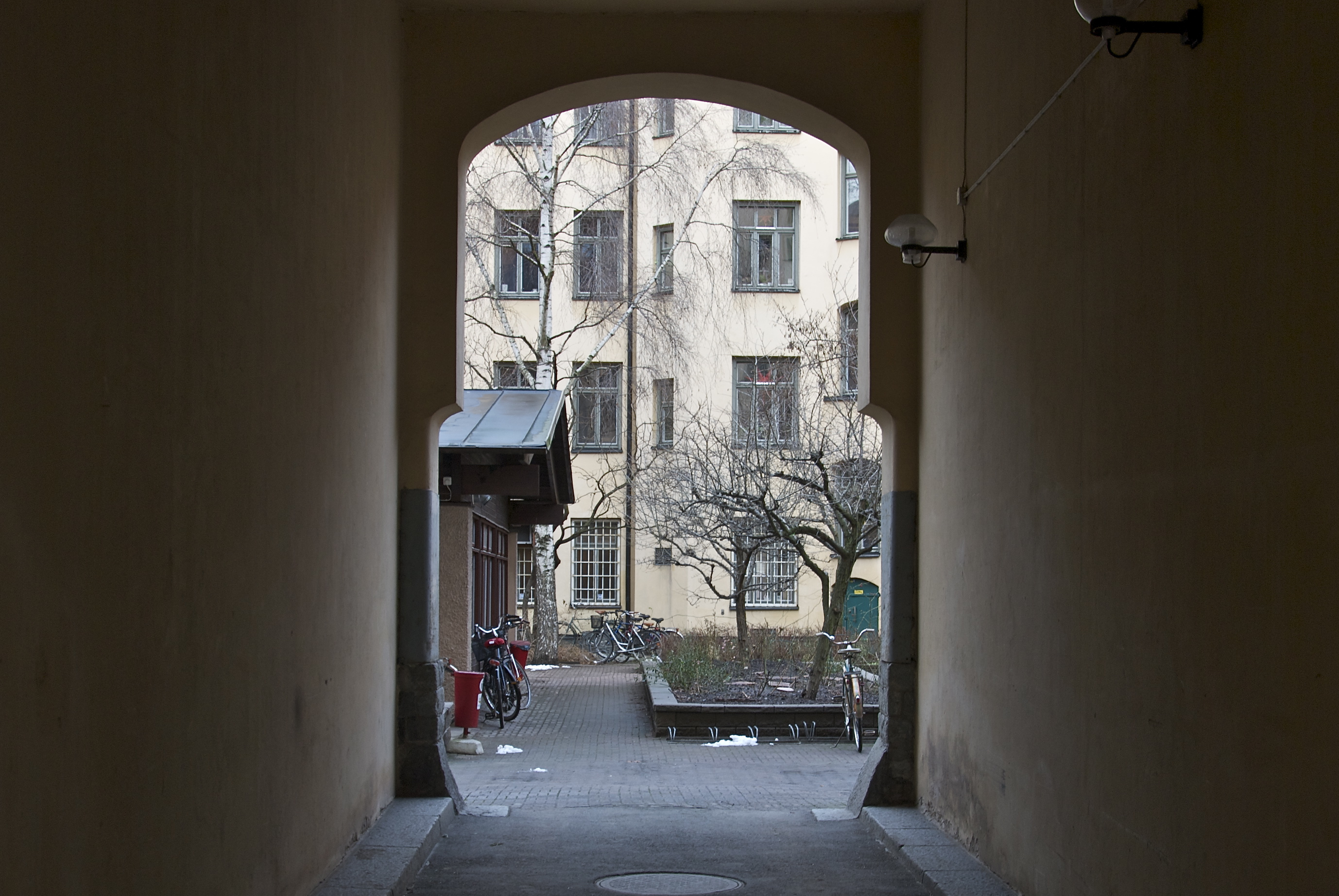
Ingången till en gård i kvarteret Mullvaden.

Mullvadsoperan var en massteaterföreställning som uppfördes i Stockholm 1978 i samband med Mullvadsockupationen. Operamusiken gavs samma år ut som LP-skiva av Musiknätet Waxholm.

## Om Mullvadsoperan
Ett par hus i kvarteret Mullvaden på Södermalm i Stockholm ockuperades under elva månader 1977–78. I samband med husockupationen tog teatergruppen Jordcirkus initiativet till skapandet och uppförandet av massteaterföreställningen Mullvadsoperan. Operan hade premiär den 26 augusti 1978 och framfördes som ett kollektivt körverk med orkester. I denna gatumusikal fick publiken vandra med från plats till plats under tre akter som utspelade sig på Mariatorget, Södermalmsskolan och vid kvarteret Mullvaden på Krukmakargatan. Mullvadsoperan uppfördes senare på scen i Malmö, Köpenhamn, Helsingfors, Göteborg, och Oslo.

## Vinylalbum
Mullvadsoperan gavs ut som LP på MNW (Musiknätet Waxholm) 1978, samma år som den uppfördes. Texterna skrevs av Erkki Lappalainen.
Skivan innehåller följande sånger:
1. Vintern är kall
2. Jovisst är det svårt och tungt
3. Jordskiftet
4. Om du är listig och smart
5. Vi jobbar och sliter
6. Vi ställer er mot väggen
7. Arbetarna samlas
8. Här i landet slockande elden
9. Städerna växer
10. Kommersen
11. Ensamma människans klagan
12. Ni i krisens tid
13. Maskinerna ska dansa
14. Vi ockuperar!
15. Därför tänds nu elden åter
16. Mullvaden bara början...